# Agriculture en Nouvelle-Calédonie

PIB de la Nouvelle-Calédonie en 2020. L'agriculture ne représente que 2 % du total.

L'agriculture en Nouvelle-Calédonie est un secteur relativement peu développé de l'économie du territoire. En 2018, elle ne représente que 2 % du PIB de la Nouvelle-Calédonie. L'archipel n'est pas autosuffisant et doit importer des denrées alimentaires. Cela est dû en premier lieu aux sols de la Grande Terre, qui sont peu fertiles : seules 12 % des terres sont cultivables.   
L'immense majorité de la surface agricole utilisée — 96 % — est dévolue à l'élevage bovin. Le reste est des cultures essentiellement vivrières sur une grande partie du pays.  

## Contexte général

Répartition des surfaces et exploitations agricoles en Nouvelle-Calédonie en 2012.

En 2012, 12% de la surface terrestre du territoire était couverte par les exploitations agricoles. Celles-ci étaient alors 4 506, réparties de manières inégales : grandes et peu nombreuses sur la côte Ouest, et petites et plus nombreuses dans le Sud, les îles Loyauté et sur la côte Est. Le nombre d'exploitations est en baisse constante depuis le premier recensement général de l'agriculture de 1983 ; il y avait alors 12 747 exploitations, ce qui correspond à une baisse de 65,65 %. Ce sont surtout les très petites exploitations, de moins de deux hectares, et les plus grandes, de plus de cinquante hectares, qui ont disparu. Cette tendance en faveur d'exploitations de taille moyenne se retrouve dans la plupart des pays.
La superficie exploitée est également en baisse, de 2926,5 km² en 1983 à 1820,26 km² en 2012, soit -37.8 %. La baisse s'est surtout manifestée entre 2002 et 2012 (-26,6 %), principalement due à la diminution de l'élevage bovin. De même, la population d'agriculteurs est en baisse de 38 % entre ces deux années, alors même que la population globale de l'archipel augmentait quant à elle de 17%. Les agriculteurs néo-calédoniens ne représentent dès lors plus que 5,17 % de la population totale en 2012, au lieu de 9,67 % dix ans plus tôt.
Les terres sont en majorité possédées par leurs exploitants, mais la situation est disparate : dans les îles Loyauté, 100 % des surfaces agricoles sont sur des terres coutumières tandis que dans la province Sud, elles sont sur des terres de droit privé à près de 86 %.
L'agriculture en Nouvelle-Calédonie reste essentiellement vivrière. Près de 25% des exploitations n’ont aucune activité commerciale, et très souvent les agriculteurs exercent une autre profession en parallèle.

## Élevage

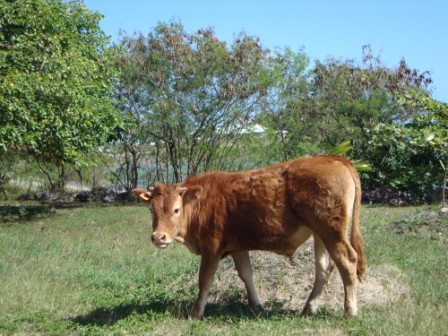
Un veau à Koumac (province Nord).

La production animale s’articule principalement autour des filières bovine, avicole et porcine ; les cervidés sont également bien développés. Les autres animaux d'élevages sont les abeilles, les lapins, les équidés, les ovins et les caprins.
L'évolution des cheptels entre 2002 et 2012 est contrastée. Certains élevages sont en progression, comme les ruches (+245 %), d'autres en régression, comme les caprins (-61 %), mais dans l'ensemble l'évolution est à la baisse, car le plus important cheptel, celui des bovins, a diminué de 24 %, passant sous les 100 000 individus (84 604 en 2012).
L'élevage bovin est extensif, occupant 96 % de la surface agricole utilisée.

## Cultures végétales

Surfaces cultivées de céréales, fruits et légumes en 2012.

Là encore, on assiste à une diminution des surfaces cultivées entre 2002 et 2012, avec là aussi des grandes disparités. 
Les tubercules tropicaux traditionnels (taros, ignames) ont reculé de 40 %, à cause de la baisse de la surface agricole utilisée sur les terres coutumières. La caféiculture connaît un recul encore plus important, de près 70 %, et il ne reste plus que 73 hectares cultivés par cette filière.
À l'opposé, les vergers organisés progressent quant à eux de plus de 50 %, principalement dans les provinces Sud et Nord. En y additionnant les terres utilisées pour les arbres fruitiers isolés, la surface utilisée pour les arbres fruitiers dépasse en 2012 celle utilisée pour les céréales. L'horticulture ornementale se développe également.